# Mariä-Himmelfahrt-Kirche (Trzebina)

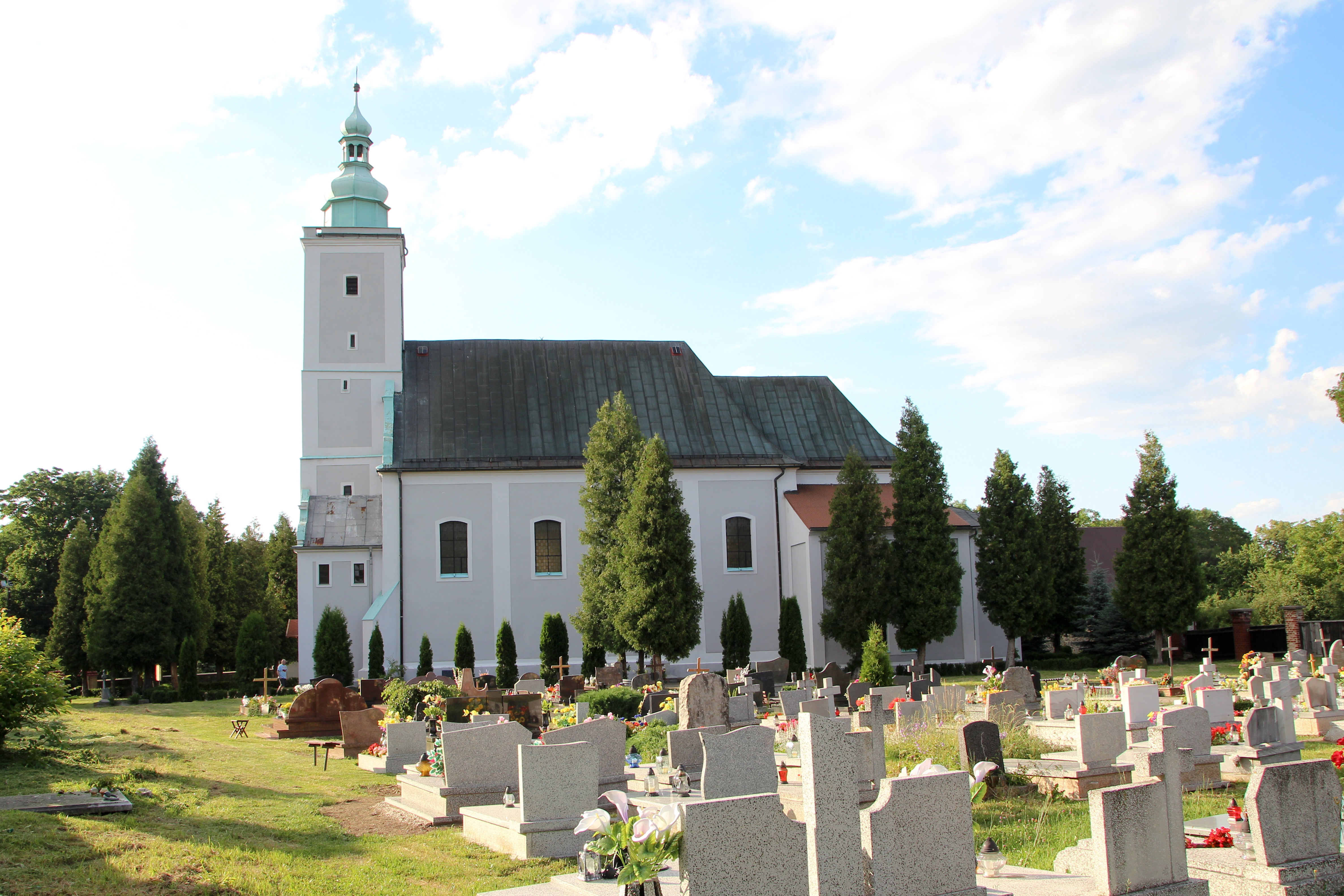
Mariä-Himmelfahrt-Kirche Südseite mit Glockenturm

Die Mariä-Himmelfahrt-Kirche (polnisch Kościół Wniebowzięcia Najświętszej Marii Panny) ist eine römisch-katholische Kirche in der schlesischen Ortschaft Trzebina (Kunzendorf) in der Woiwodschaft Opole. Die Kirche ist die Hauptkirche der Pfarrei Mariä Himmelfahrt (Parafia Wniebowzięcia Najświętszej Marii Panny) in Trzebina.

## Geschichte

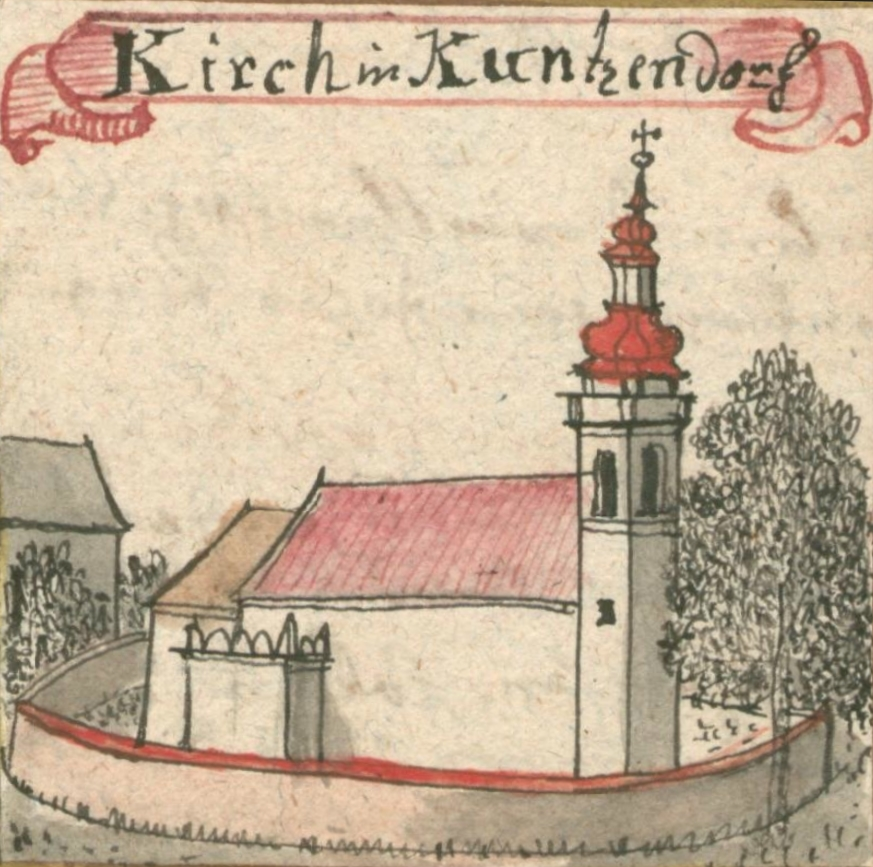
Kirche zu Kunzendorf, Zeichnung aus dem 18. Jahrhundert von Friedrich Bernhard Werner

Eine Kirche wurde erstmals 1385 in Kunzendorf erwähnt. Der heutige Bau stammt aus dem 17. Jahrhundert und liegt auf einer kleinen Anhöhe im Dorf. Zwischen 1726 und 1727 wurde die Saalkirche im barocken Stil umgebaut. 
Die Kirche steht seit 1958 unter Denkmalschutz.

## Architektur und Ausstattung
Die im Stil der Renaissance errichtete und später barockisierte Saalkirche besitzt einen auf quadratischem Grundriss stehenden Turm mit Zwiebelhaube und Laterne. Der fast quadratische Chor mit Kuppel wird von einer älteren und einer neueren Sakristei flankiert. Unter dem Chor befindet sich eine Krypta mit Grabkammern. Das vierjochige Langhaus besitzt ein Tonnengewölbe mit spitzbogigen Stichkappen. 
Die Innenausstattung entstand im Stil des Rokokos. Der Hauptaltar mit freistehender Mensa besitzt ein Gemälde der Mariä Himmelfahrt aus der ersten Hälfte des 19. Jahrhunderts. Im Seitenschiff befinden sich weitere Nebenaltäre sowie eine steinerne Grabplatte von Adam von Wachtel.
Umgeben ist die Kirche von einer Feldsteinmauer mit einer Kapelle. Die Kapelle entstand im Stil des Rokokos.